# John Holland, I duca di Exeter

Stemma di John Holland

John Holland (1352 – 16 gennaio 1400) fu il primo duca di Exeter e il primo conte di Huntingdon.

## Biografia
Era figlio di Thomas Holland, I conte di Kent e Joan di Kent.
Dopo esser rimasta vedova, sua madre sposò Edoardo il Principe Nero da cui ebbe il futuro re Riccardo II d'Inghilterra.
Al fratellastro John rimase fedele per tutta la vita.
All'inizio del regno di Riccardo nel 1381 John venne nominato cavaliere dell'ordine della Giarrettiera.
Fu parte della scorta che portò in Inghilterra la futura regina Anna di Boemia.
Holland dimostrò di avere un temperamento violento che gli causò varie volte dissapori con il re.
L'episodio più conosciuto si verificò durante una spedizione nel regno di Scozia intrapresa da Riccardo II: un arciere al servizio di Ralph Stafford, figlio primogenito del conte di Stafford , uccise uno degli scudieri di Holland. Stafford andò a scusarsi con John ma questi lo uccise appena si identificò.
Il re confiscò allora le terre del fratellastro. Joan di Kent morì in quel periodo, si disse, a causa dei dissapori tra i suoi figli.
All'inizio dell'anno successivo tuttavia Holland si riconciliò col re e i suoi beni gli furono restituiti.
Nel 1386 John sposò Elisabetta di Lancaster, figlia di Giovanni Plantageneto, I duca di Lancaster, e di Bianca di Lancaster . Insieme alla moglie venne spedito in Spagna dove venne nominato guardia dell'esercito inglese. Dopo il suo ritorno in Inghilterra, Holland fu creato conte di Huntingdon il 2 giugno 1387.
Nel 1389 venne nominato Lord Gran Ciambellano a vita, ammiraglio della flotta nei mari occidentali e guardia del castello di Tintagel. Durante questo periodo ricevette anche grandi appezzamenti di terreno da parte del re.
Negli anni successivi ricoprì una serie di ulteriori cariche tra cui quelle di guardia del castello di Conway (1394) e di governatore di Carlisle (1395). I suoi servizi militari furono interrotti da un pellegrinaggio in Terra santa nel 1394.
Holland aiutò il re a sconfiggere Tommaso Plantageneto, I duca di Gloucester e Richard Fitzalan, XI conte di Arundel nel 1397. Per il suo aiuto venne creato duca di Exeter il 29 settembre 1397.
Nel 1399 continuò con il re la spedizione in Irlanda. Al loro ritorno, il re lo mandò a negoziare con il cognato Henry Bolingbroke. Dopo che Henry depose Riccardo e salì al trono come Enrico IV d'Inghilterra, John perse tutti i titoli che il fratellastro gli aveva concesso e rimase col solo titolo di conte di Huntingdon.
All'inizio dell'anno successivo Holland entrò a far parte di una cospirazione, chiamata Epiphany Rising, assieme al nipote Thomas Holland, I conte di Surrey, Thomas le Despenser, I conte di Gloucester e altri nobili.
Il loro obiettivo era quello di assassinare il re Enrico e di favorire così il ritorno sul trono di Riccardo II che era in carcere.
Il loro complotto fallì e John tentò la fuga. Venne catturato nei pressi del castello Pleshy in Essex e venne giustiziato per ordine di Joan di Bohun, contessa di Hereford, suocera di Enrico IV.
Terre e titoli di Holland vennero confiscati e poterono essere recuperati successivamente da suo figlio John Holland, II duca di Exeter.

## Discendenza
Dalla moglie Elisabetta di Lancaster ebbe:
- Richard Holland (1986- 3 settembre 1400);
- Constance Holland (1387–1437);
- Alice Holland (1392 – 1406);
- John Holland, II duca di Exeter (1395–1447)
- Sir Edward Holland ( 1399 – 1413)